# موسى بن أنس بن مالك
موسى بن أنس بن مالك تابعي، قاضى البصرة، وابن الصحابي أنس بن مالك، أمّه من أهل اليمن، وكان ثقةً قليل الحديث. توفي بعد أخيه النضر بن أنس بن مالك، وكانت وفاة النضر سنة بضع ومائة. روى له الجماعة.

## روايته للحديث النبوي
- روى عن: أبيه أنس بن مالك، وعبد الله بن عباس، وابن عمه عمرو بن عبد الله بن أبي طلحة.
- روى عنه: إبراهيم بن مرزوق الثقفي، وإسحاق بن عثمان الكلابي، والأسود بن شيبان، وابنه حمزة بن موسى بن أنس بن مالك، وحميد الطويل، وداود بن أبي هند، وسليمان بن بلال، وشعبة بن الحجاج، وعاصم الأحول، وعبد الله بن عون، وعبد الله بن المثنى بن عبد الله بن أنس بن مالك، وعبد الله بن المختار، وأبو عبد الرحمن عبد الله بن أبي يزيد القارئ البصري، وعبيد الله بن محرز، وعبيس بن ميمون، وعطاء بن أبي رباح، وعيسى بن أبي عيسى الحناط، وابنه معلى بن موسى بن أنس بن مالك.[2]
- الجرح والتعديل: وثّقه أبو حاتم الرازي وأحمد بن صالح الجيلي وابن حجر العسقلاني ويحيى بن معين، وذكره ابن حبان في الثقات، وقال الذهبي: «ثقة مقل»، وقال محمد بن سعد البغدادي: «ثقة قليل الحديث».[3]

## وصلات خارجية
- تحفة الأشراف بمعرفة الأطراف للمزي، باب موسى بن أنس بن مالك.